# 大崎耕土
大崎耕土（おおさきこうど、英：Osaki tilled soil）は、宮城県北部の大崎地方（大崎市・色麻町・加美町・涌谷町・美里町）に広がる大崎平野の農地を指す呼称で、自然環境と共生した稲作を主体とする農業が行われており、ササニシキ、ひとめぼれ、ささ結の栽培で知られる。
大崎耕土では鎌倉時代の1264年（文永元年）より始められた水資源管理システムが継承され、江戸時代には仙台藩により新田開発も行われ現在に至る。古くは「大崎浩蕩」「大崎広稲」と呼ばれていた。
大崎耕土を支えるのは江合川と鳴瀬川および江合川を水源とする灌漑水路の内川を中心に、化女沼やラムサール条約登録地の蕪栗沼といった湿地、冬期湛水（地元では「ふゆみずたんぼ」と呼ぶ）といった水環境になる。また、江合川水源の荒雄岳や鳴瀬川水源の薬萊山の森林 なども間接的ながら含まれる認識である。
大崎耕土を潤す用水路の内川と南原穴堰はかんがい施設遺産に認定されている。
大崎耕土は国連食糧農業機関（FAO）による世界農業遺産の2015年（平成27年）審査対象の候補として名乗り出たが、農林水産省による国内選定で落選。捲土重来を期して、新たに創設された日本農業遺産に申請し認定。2017年には世界農業遺産への登録も果たした。大崎市田尻地区では「農業遺産・無農薬ふゆみず田んぼのササニシキ"弐式"」をブランド米として売り出し、ササニシキの後継となるささ結の生産も始まった。
なお、農業遺産としては「居久根（いぐね）」と呼ばれる屋敷林がある農家家屋景観なども含まれるが、その存続が危ぶまれている。
2022年（令和4年）7月16日の大雨で河川氾濫が起こり、田植えを終えたばかりの大崎耕土の多くの田圃が水没し甚大な被害をもたらした。

大崎耕土を支える環境
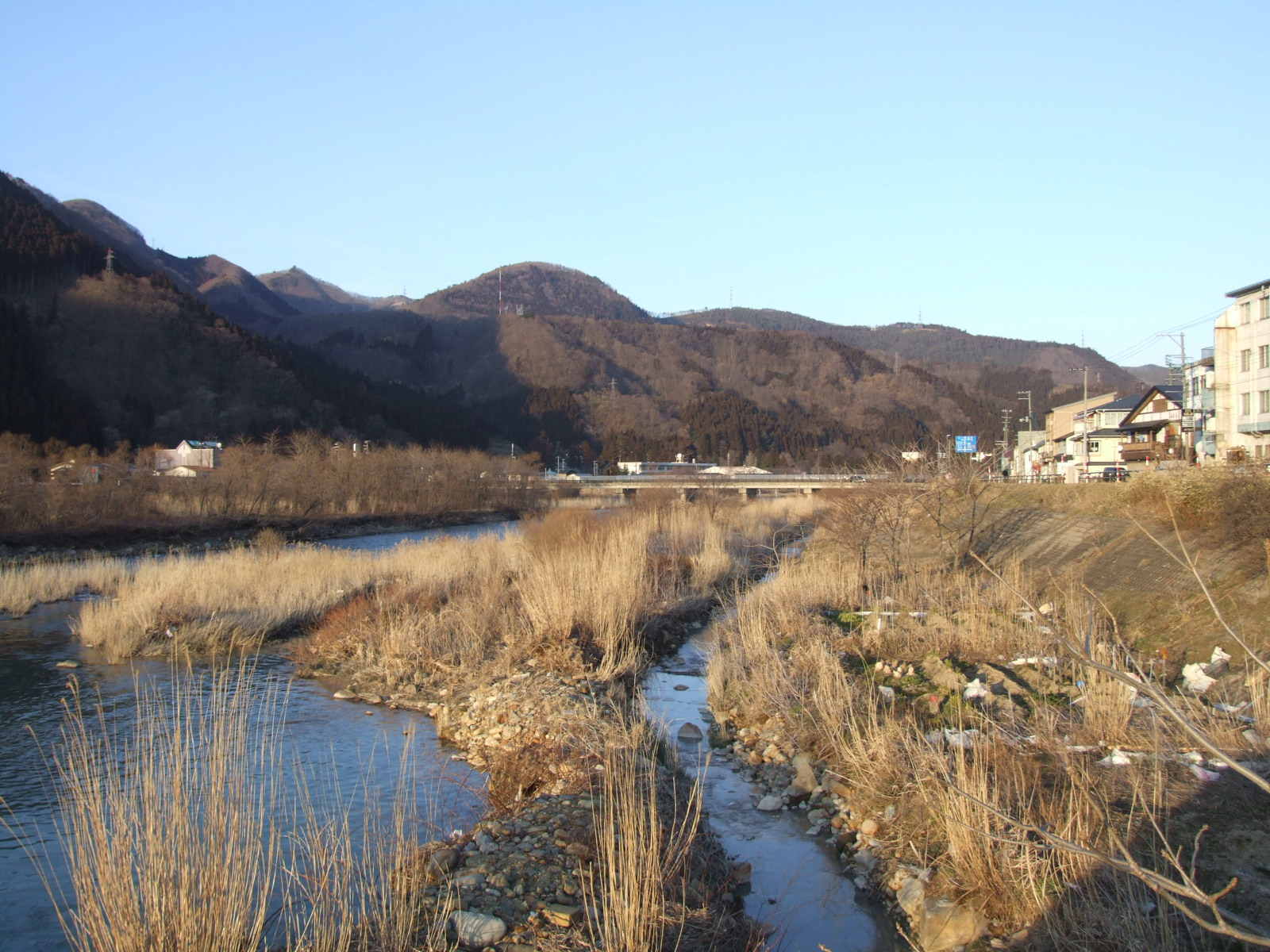
江合川
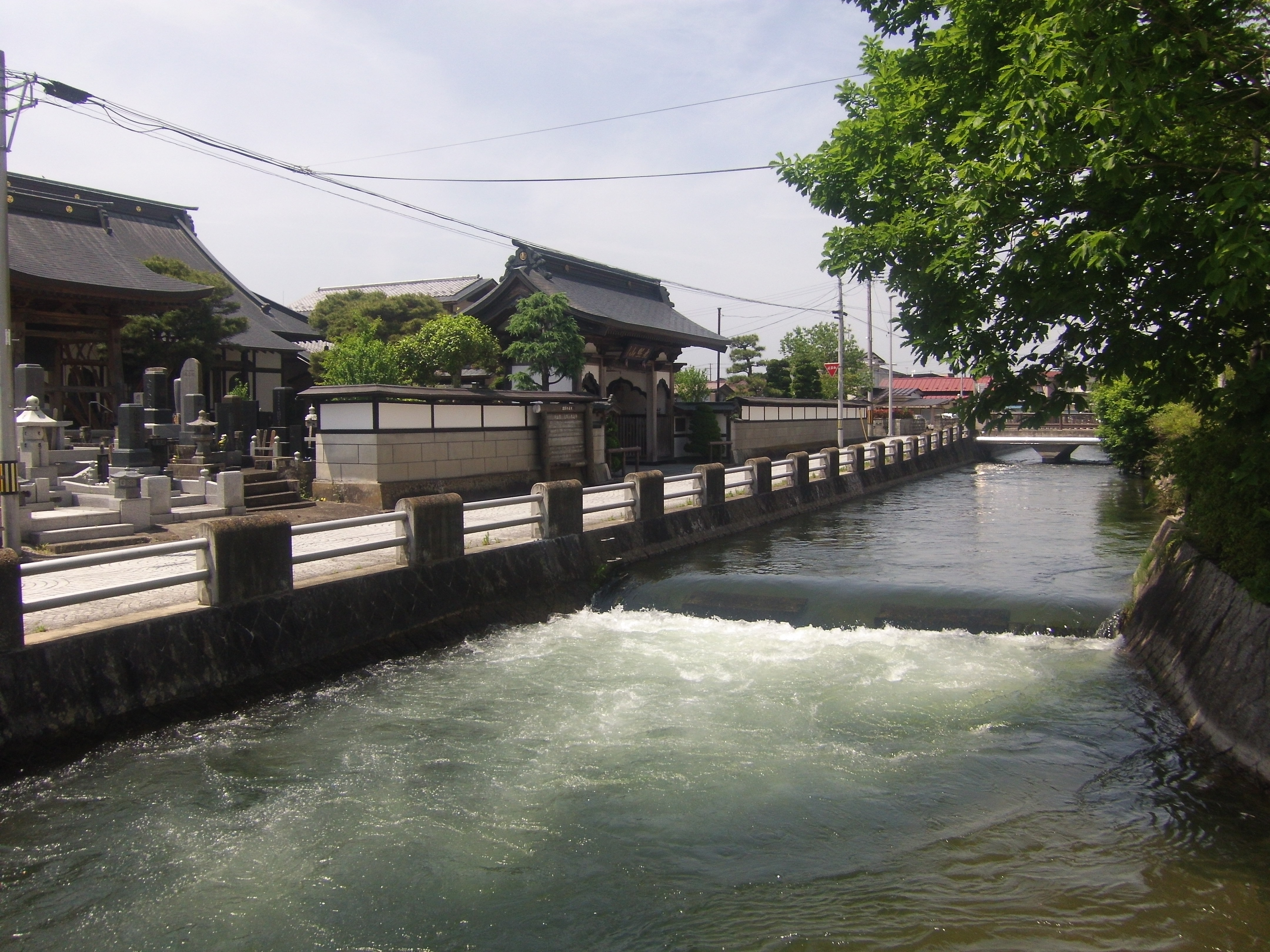
内川
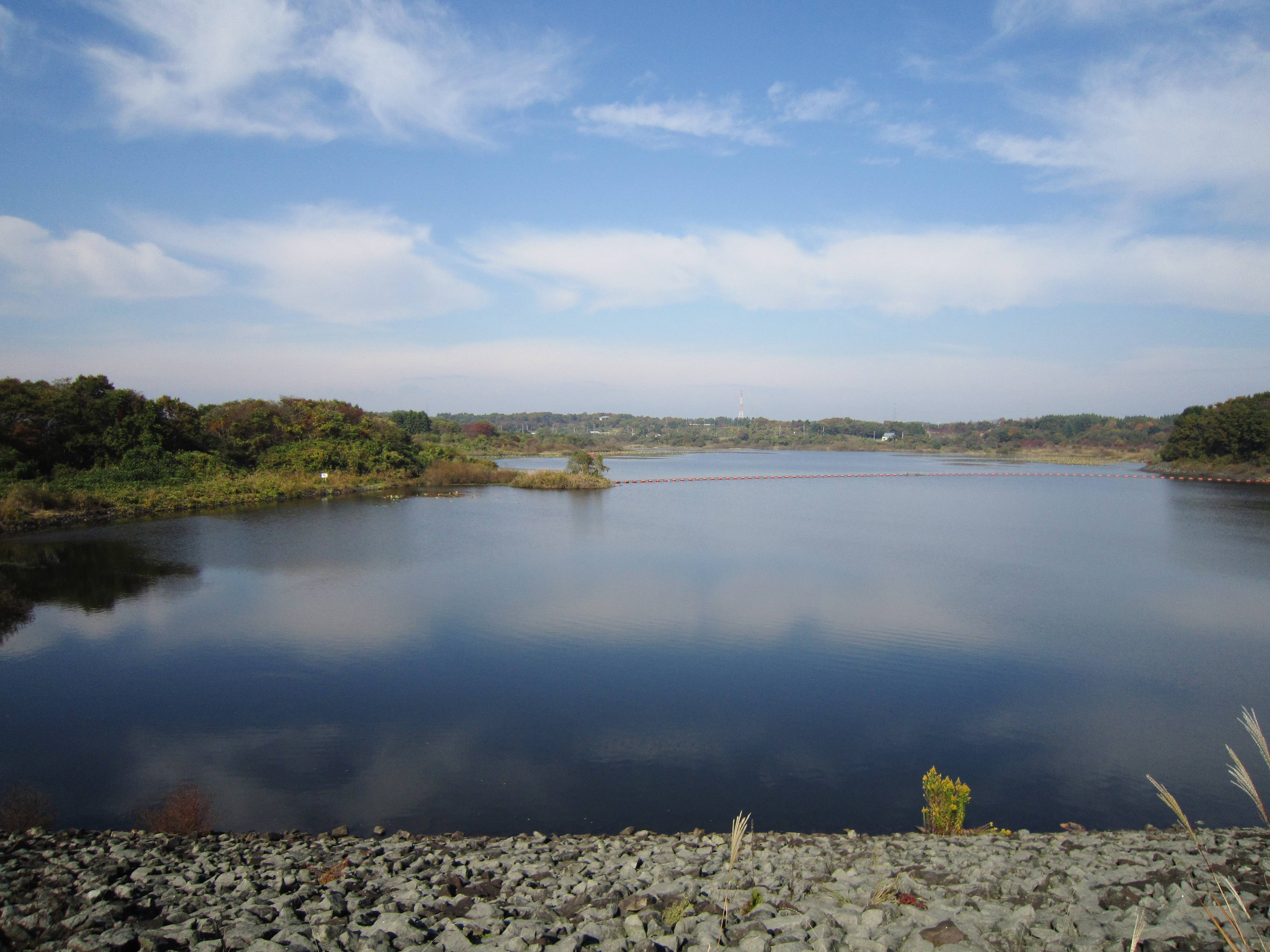
化女沼
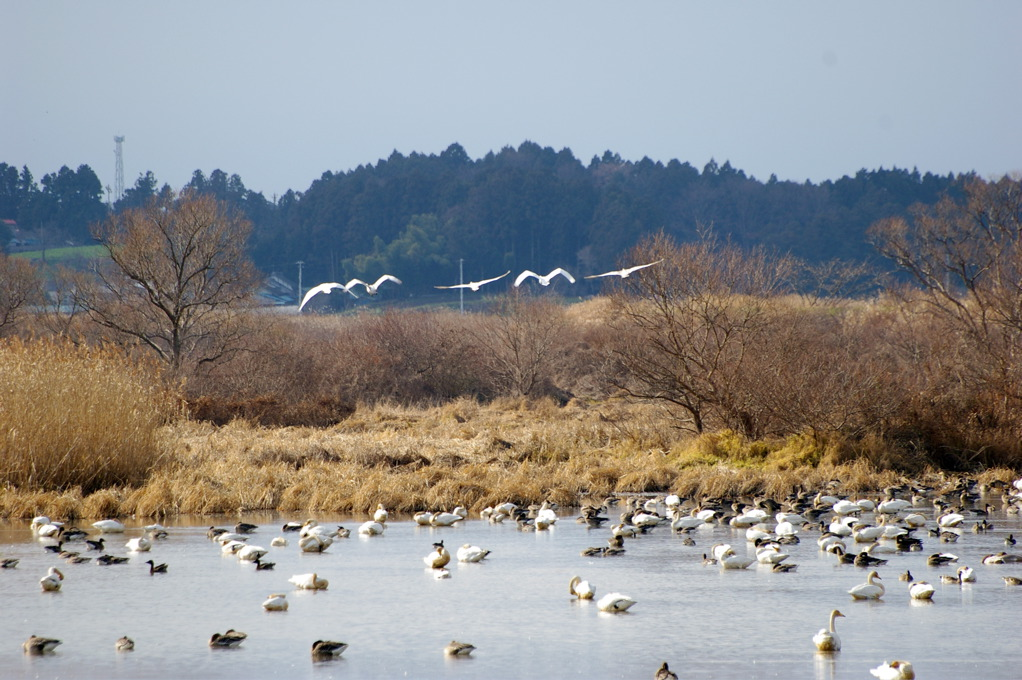
蕪栗沼
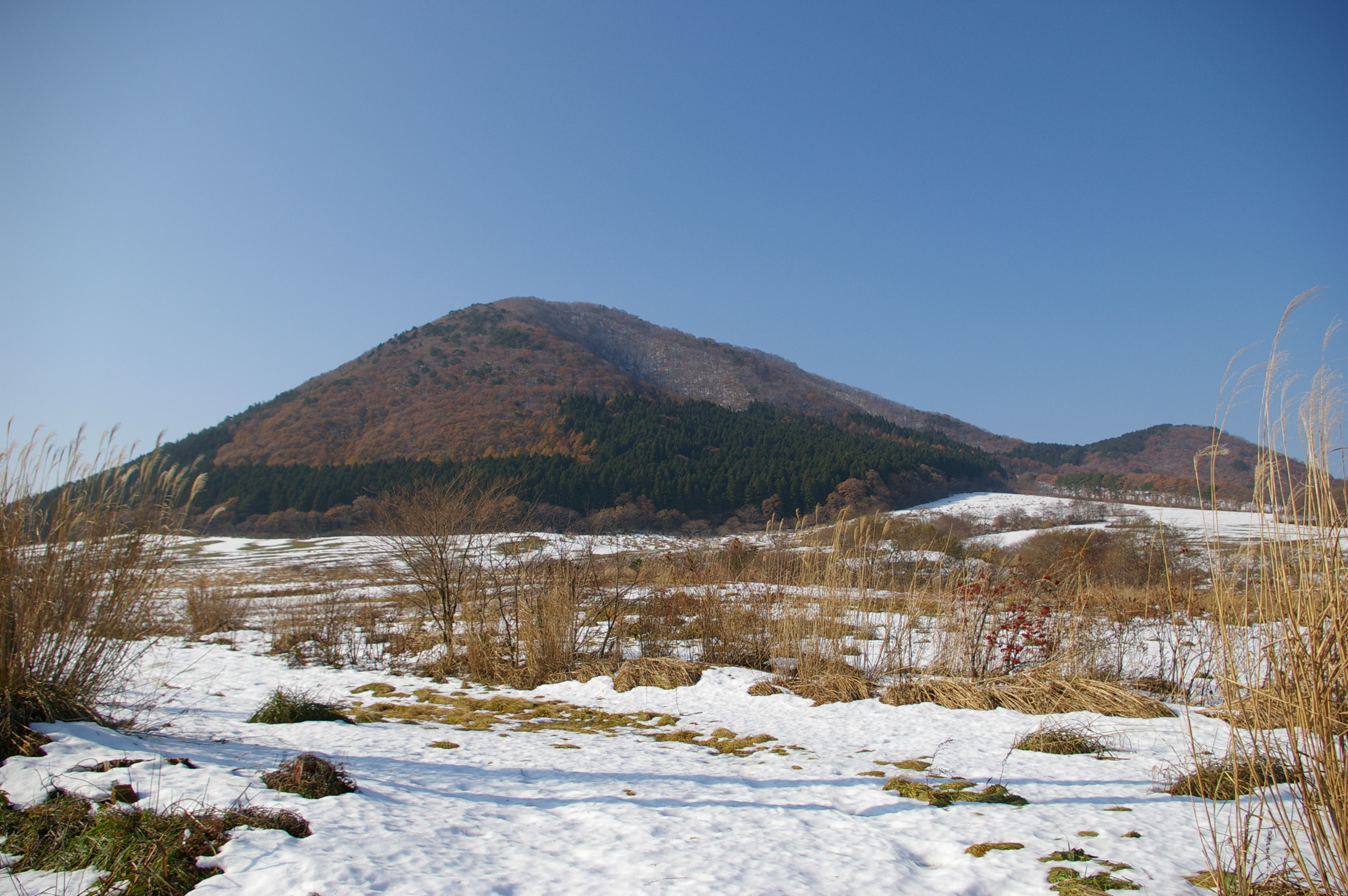
薬莱山